# 吳昆 (明朝)
吳昆（1552年—1620年），字山甫，別號鶴皋山人。歙縣澄塘人，明朝医学家。

## 生平
家藏医书颇多，吴昆“日夕取诸家言遍读之”。吳昆15歲師從余午亭，渐有成，尤精於《素问》，指出王冰注文的多处错謬。後尊師命，游宛陵（今安徽宣城市），后到姑溪（今安徽当涂县）、和阳（今安徽和县）等地，结交天下名医，行跡遍至江浙、荊襄、燕趙等地，“所至聲名籍籍，活人無論數計”，送其雅号“参黄子”。卒於泰昌元年（1620年）。

## 著作
著有《医方考》（1584）、《脉语》2卷（1584）、《黄帝内经素问吴注》24卷（1594）、《针方六集》6卷（1618），另《药纂》、《砭考》，已佚。今合輯為《吳昆醫學全書》。

## 家族
祖父吳元昌、父吳之韜“俱修德而隱者”，叔祖吳正倫、堂叔吳行簡皆習醫。